# Никола Грънчаров (офицер)
Никола Кръстев Грънчаров  (Мануш) е български партизанин, офицер, генерал-майор.

## Биография
Роден е на 20 август 1914 г. в Чепино, днес част от Велинград. Член на БКП от 1939 г. Бил е член на Районния комитет на Българската работническа партия във Велинград. По време на Втората световна война от април 1943 г. е партизанин в партизански отряд „Антон Иванов“.
Завършва средно образование. На 11 септември 1944 г. влиза в българската армия. Последователно е командир на взвод, заместник-командир по политическата част на батальон, помощник-командир на граничен участък, командир на танков батальон, командир на танков полк. От 1955 до 1956 г. е командир на тринадесета танкова бригада. След това учи във Военнотехническата академия. След като завършва е назначен за командващ бронетанковите и механизирани войски на трета армия. От 8 март 1957 г. е командир на седма мотострелкова дивизия. Остава на този пост до 1962 г. Излиза в запаса на 15 май 1972 г.

## Военни звания
- полковник – 29 юли 1952
- генерал-майор – 28 декември 1960[5]